# Mitch Pinnock
Mitch Pinnock, all'anagrafe Mitchell Bernard Pinnock (Gravesend, 12 dicembre 1994) è un calciatore inglese, centrocampista del Northampton Town.

## Carriera
Ha giocato nelle giovanili dei dilettanti del Glebe e dal 2003 al 2010 a quelle dell'Arsenal, per poi dal 2010 al 2013 giocare invece nelle giovanili del Southend Utd, club con il quale nella stagione 2012-2013, all'età di 18 anni, ha anche esordito tra i professionisti, giocando 2 partite nella quarta divisione inglese (l'esordio avviene subentrando dalla panchina il 16 aprile 2013 nell'incontro vinto per 2-0 sul campo dell'Aldershot Town); rimane nella prima squadra degli Shrimpers anche nella prima metà della stagione 2013-2014 senza però giocare ulteriori partite ufficiali, e finisce la stagione in questione giocando in prestito all'East Thurrock Utd, club di Isthmian League (settima divisione inglese), con cui gioca 10 partite di campionato senza mai segnare. Inizia poi la stagione 2014-2015 in Conference League South (sesta divisione) al Bromley, che dopo 6 presenze in campionato ed una presenza in FA Cup lo cede in prestito prima ai Concord Rangers (con cui Pinnock gioca altre 3 partite in sesta divisione) e poi ai Tonbridge Angels, inizialmente per un mese e poi fino a fine stagione, giocando in totale altre 10 partite in Isthmian League, con anche 4 gol segnati (i suoi primi in carriera in una prima squadra).
Nella stagione 2015-2016 gioca con quattro diversi club: prima disputa infatti 6 partite in sesta divisione con il Maidstone Utd, che poi nel settembre del 2015 lo cede in prestito ai Tonbridge Angels, con cui gioca ulteriori 4 partite in settima divisione; terminato il prestito, il Maidstone United gli rescinde il contratto, e Pinnock dopo meno di una settimana da svincolato si accasa in quinta divisione al Dover Athletic. Nei Whites trova però poco spazio, e dopo diversi mesi, con sole 2 partite di campionato giocate, va a concludere la stagione nuovamente in Isthmian League, al Kingstonian, con cui realizza una rete in 8 partite di campionato giocate. All'inizio della stagione 2016-2017 fa poi ritorno al Dover Athletic: nella stagione 2016-2017 gioca 23 partite in quinta divisione, imponendosi poi come titolare nel corso dell'annata successiva, nella quale è autore di 8 reti in 42 presenze. Nell'estate del 2018 viene acquistato a titolo definitivo dall'AFC Wimbledon, club della terza divisione inglese, con cui gioca per un biennio facendo registrare in totale 59 presenze e 6 reti in incontri di campionato (e 73 presenze e 7 reti fra tutte le competizioni ufficiali, includendo quindi anche le varie coppe nazionali inglesi).
Nell'estate del 2020 lascia l'Inghilterra per andare in Scozia a giocare in prima divisione con il Kilmarnock, con cui firma un contratto annuale. Nella sua unica stagione di militanza nel club segna 4 reti in 30 presenze nella prima divisione scozzese (più ulteriori 2 presenze nei play-out per il mantenimento della categoria), oltre a 3 presenze in Coppa di Scozia ed a 2 presenze ed una rete in Coppa di Lega. A fine anno, complice la retrocessione del club in seconda divisione, rifiuta l'offerta di rinnovo ricevuta e firma invece un contratto biennale con il Northampton Town, club neoretrocesso nella quarta divisione inglese, con cui nella stagione 2023-2024 conquista un promozione in terza divisione.

## Palmarès

### Club

#### Competizioni nazionali
- Kent Senior Cup: 1

Dover Athletic: 2016-2017

### Individuale
- EFL League Two Team of the Season: 1

2022-2023